# Переваленское сельское поселение
Переваленское се́льское поселе́ние — муниципальное образование в Подгоренском районе Воронежской области Российской Федерации.
Административный центр — посёлок Пробуждение.

## Население
| 2010 | 2012 | 2013 | 2014 | 2015 | 2016 | 2017 |
| ---- | ---- | ---- | ---- | ---- | ---- | ---- |
| 1022 | ↘997 | ↘967 | ↘945 | ↘898 | ↘862 | ↘835 |
| 2018 |      |      |      |      |      |      |
| ↘824 |      |      |      |      |      |      |

## Состав сельского поселения
| № | Населённый пункт | Тип населённого пункта          | Население |
| - | ---------------- | ------------------------------- | --------- |
| 1 | Высокий Байрак   | хутор                           | 9         |
| 2 | Окраюшкин        | хутор                           | 142       |
| 3 | Перевальное      | село                            | ↘384      |
| 4 | Пробуждение      | посёлок, административный центр | 487       |